# Fred Taylor
Frederick Antwon Taylor (født 27. januar 1976 i Pahokee, Florida, USA) er en amerikansk footballspiller, der spillede 13 sæsoner i NFL som running back for Jacksonville Jaguars og New England Patriots. Han blev draftet til ligaen af Jaguars i 1998.
Taylor blev i 2007 valgt til Pro Bowl, NFL's All Star-kamp.

## Klubber
- Jacksonville Jaguars (1998–2008)
- New England Patriots (2009–2010)